# Berta Cáceres
Pour les articles homonymes, voir Cáceres.
Berta Isabel Cáceres Flores, née le 4 mars 1971,,, le 4 mars 1972 ou 4 mars 1973, selon les sources, à La Esperanza et morte assassinée le 3 mars 2016 au même lieu, est une militante écologiste hondurienne issue de la communauté lenca. Opposée à la construction d'un barrage sur le fleuve Gualcarque, dans le département de Santa Bárbara, elle est assassinée à son domicile, après avoir été victime de menaces pendant plusieurs années. L'attaque est commanditée par l'entreprise Desarrollos Energéticos.

## Biographie

### Engagements
Berta Cáceres cofonde en 1993 le COPINH, le Conseil citoyen des organisations des peuples amérindiens du Honduras (en). Les militants de l'association sont régulièrement ciblés par des menaces de mort et sujets à la répression alors qu'ils résistaient à des projets d'exploitation minière et de barrages qui menacent l'environnement et les populations locales.
À partir de 2006, elle lutte contre le projet de construction du barrage hydroélectrique d'Agua Zarca par l'entreprise Desarrollos Energéticos SA (DESA) sur le Río Gualcarque, qui menace de priver d'eau plusieurs centaines d'habitants.
La Commission interaméricaine des droits de l'homme (CIDH) inclut Bertha Cáceres sur sa liste des personnes menacées le 8 juin 2009, lors du coup d'État au Honduras. Le lendemain, la commission prend des mesures de précaution (MC 196-09) en vue de la défendre elle et d'autres militants, apprenant alors que des militaires encerclent sa maison.
Au cours de la campagne contre le barrage, elle et les autres organisateurs de campagnes font l'objet d'intimidation de la part des militaires. Lors d'un voyage à Río Blanco, son véhicule est fouillé et une arme y est découverte : ils sont placés en détention pendant une nuit. Selon elle, l'arme aurait été déposée dans son véhicule par les militaires. Par la suite, elle est placée sous contrôle judiciaire, avec obligation de se présenter au tribunal une fois par semaine, ce qui l'empêche de voyager librement. En 2014, l'obligation est levée lorsqu'elle est jugée sans suite.
En avril 2015, elle reçoit le prix Goldman pour l'environnement.
Le 10 décembre 2022, à l'occasion de la journée internationale des droits humains, la Ville de Lyon lui décerne la citoyenneté d'honneur à titre posthume pour son engagement.

### Assassinat
Dans la nuit du 2 au 3 mars 2016, alors que Berta Cáceres rentre à son domicile, à La Esperanza, des inconnus lui tirent dessus : elle est assassinée. Sa famille précise que « la Commission interaméricaine des droits de l'homme avait ordonné des mesures pour assurer la sécurité de la militante mais qu'elle n'avait, de fait, reçu aucune protection de l’État sous pression de ceux qui défendent le secteur minier et les entreprises hydroélectriques.».
Michel Forst, Rapporteur spécial des Nations unies sur la situation des défenseurs des droits de l'homme, exhorte le Honduras à faire en sorte qu'une enquête indépendante et impartiale soit menée dans les meilleurs délais,,. Dans les mois qui suivent huit personnes sont arrêtées, dont les responsables environnement et sécurité de la société Desarrollos Energéticos (DESA) (qui construisait un barrage hydroélectrique sur le territoire d'une communauté indigène) et trois membres des services de renseignement de l’armée. En novembre 2017, deux policiers sont arrêtés à leur tour pour avoir falsifié les preuves recueillies pendant l’enquête afin de protéger les inculpés et présenter l’affaire comme le résultat d’un vol ou d’un crime passionnel. Selon un rapport rendu par cinq avocats internationaux, le meurtre de Berta Cáceres a été commandité par les hauts dirigeants de l'entreprise DESA.
Le 29 novembre 2018, sept hommes sont reconnus coupables et condamnés pour ce meurtre. Le journal Reporterre note que « Le tribunal a jugé que le meurtre avait été ordonné par les dirigeants de la société du barrage, DESA, en raison des retards et des pertes financières liés aux manifestations dirigées par Berta Cáceres. Les assassins payés pour tirer sur Berta Cáceres et ceux qui ont organisé le crime ont été condamnés, mais en décembre 2018, les commanditaires du meurtre restent dans l’impunité. »
Le 2 décembre 2019, jour de l’ouverture de la COP25 à Madrid, la justice du Honduras condamne les sept hommes reconnus coupables de trente à cinquante ans d’emprisonnement pour l’assassinat de Berta Cáceres.
Le 5 juillet 2021, la Cour suprême de justice du Honduras reconnaît la culpabilité de Roberto David Castillo, le dirigeant de la société d’hydroélectricité qui projetait la construction du barrage, dans l’assassinat de la militante écologiste,.
L’une des filles de Berta Cáceres, Laura Zúñiga Cáceres, a pris le relais de la lutte sociale et écologique de sa mère, en rejoignant le COPINH.
Le 15 novembre 2021, la Commission interaméricaine des droits de l'homme (CIDH) exige du Honduras la mise en œuvre de mesures de précaution en faveur des membres de la famille de Berta Cáceres et des membres du COPINH,.